# Стокмар, Кристиан Фридрих
Кристиан Фридрих фон Стокмар (нем. Christian Friedrich von Stockmar; 22 августа 1787, Кобург, — 9 июля 1863, там же) — британский и бельгийский государственный деятель, барон. Участвовал в решении многих важных вопросов Соединенного Королевства в годы правления королевы Виктории.

## Биография

### Родители
Кристиан Фридрих Стокмар был старшим сыном и вторым из четырёх детей в семье Иоганна Стокмара (1760—1825), который был юристом в Родаке (Rodach), и его жены Иоганны Кристины Соммер (Johanna Christiane geb. Sommer). Семья имела немецкое и шведское происхождение.

### Учёба. Профессия
Стокмар учился в гимназии de:Gymnasium Casimirianum, в Кобурге. Окончил её в 17 лет. С 1805 год по 1810 год изучал медицину в университетах Вюрцбурга (1808), Эрлангена (1807) и Йены. В Вюрцбург он приехал со своим кобургским земляком и однокашником Фридрихом Рюкертом .
После успешной сдачи экзаменов в Вюрцбурге Стокмар поселился в Кобурге и выполнял функции лечащего врача под руководством своего дяди, доктора Соммера. С 1812 года до ноября 1813 года Стокмар работает городским и земским (окружным) врачом в Кобурге.
В 1813 году он вступил в масонскую ложу «Carl zum Rautenkranz» в Хильдбургхаузене.

### Военный врач
В январе 1814 года Стокмар стал полковником воинского контингента Саксонского герцогства, участвовавшего в кампании против Франции. В Майнце он был капитаном медицинской службы 5-й воинской части и служил в больницах Майнца, Оппенгейма, Гунтерсблума и Вормса. С осени 1814 Стокмар работает лечащим врачом в Кобурге. В 1815 году — вновь саксонским полковым врачом в Эльзасе.

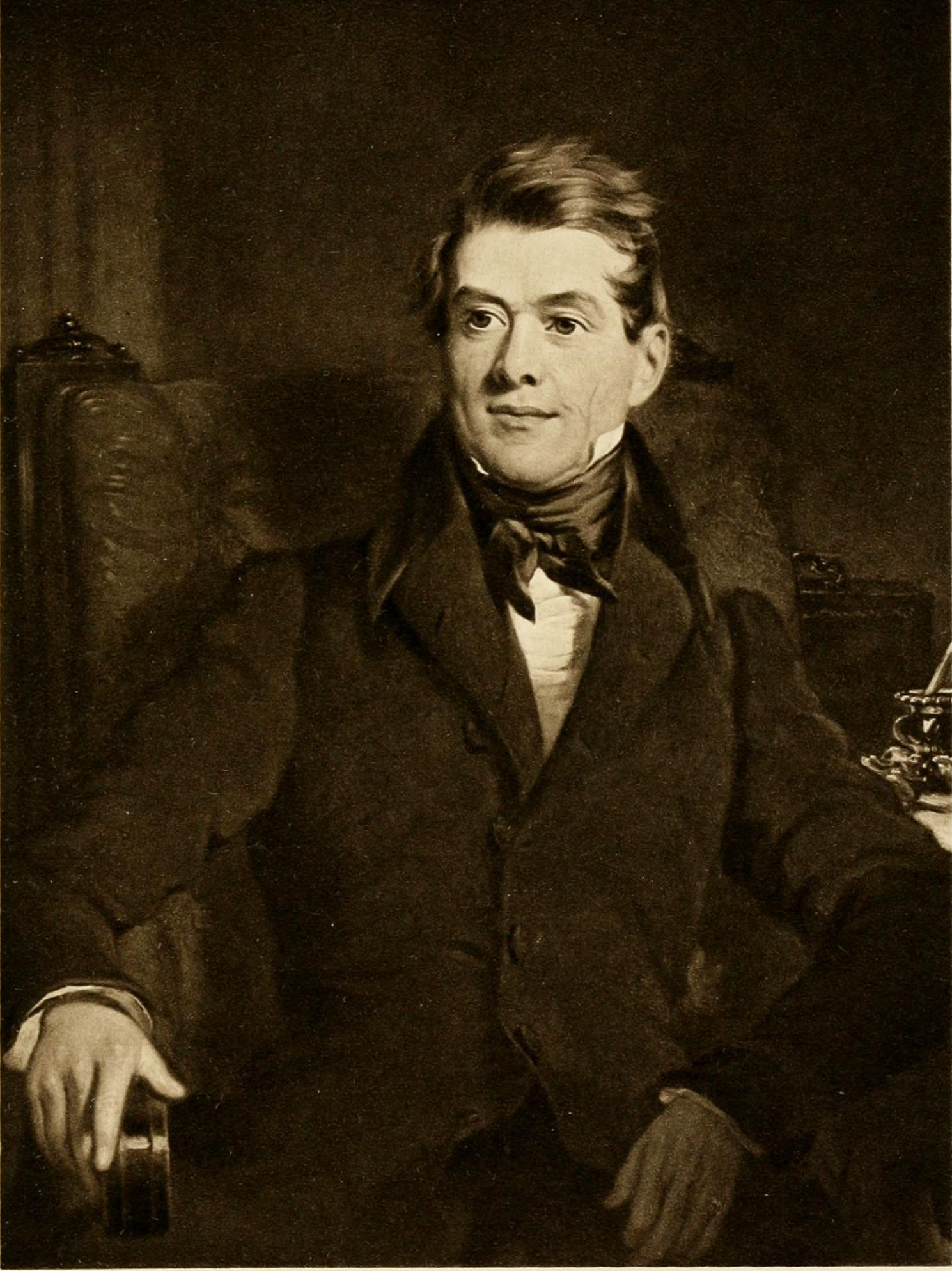
Кристиан Фридрих,Барон Стокмар (Christian Friedrich, Baron Stockmar)

### Личный врач
В 1816 году, когда принц Леопольд Саксен-Кобург-Готский женился на принцессе Шарлотте Уэльской, Стокмар стал его личным врачом.

### Гофмаршал
После смерти Шарлотты Стокмар остался на службе у Леопольда в качестве гофмаршала, то есть личного секретаря, казначея и советника по политическим вопросам.

### Посол принца Леопольда
Стокмар был назначен полномочным послом принца Леопольда на 1-й Лондонской конференции 1830 года о независимости Греции. Королём Греции был избран Отто фон Виттельсбах.
20 января 1830 года (по другим данным — в 1831 году) баварский король Людвиг I жалует Стокмару титул баварского барона.
На Лондонской конференции 1830 года была признана независимость Бельгии от Нидерландов и право на установление в Бельгии монархии. Послом на конференции был Стокмар. Стокмар участвовал в организации королевского двора в Брюсселе.
2 августа 1831 года голландские войска в вошли в Бельгию. Они взяли Стокмара в плен, но 12 августа 1831 года, отступая, освободили его.
Как иностранец, Стокмар не мог занимать равное с бельгийцами положение, поэтому в мае 1834 года он получил пансион и перестал занимать какую-либо официальную должность в Бельгии, однако остался личным советником Леопольда I.
До 1836 года Стокмар со своей семьей остаётся в Кобурге.

### Участие в заключении браков
В 1835 году Стокмар способствовал заключению брака между кобургским принцем Фердинандом и вдовствующей португальской королевой Марией II.
В 1837 году он был отправлен в Британию, чтобы при необходимости давать советы королеве Виктории. Одной из первых его задач было узнать, возможен ли её брак с племянником короля Леопольда принцем Альбертом.

### Британский период
За шесть дней до коронации королевы Виктории барон приехал в Британию и присутствовал, как гость королевы, на завтраке в первый день её правления.
Стокмар занимался разработкой теории, согласно которой Корона должна находится над политическими партиями.
В августе 1838 года Стокмар уехал из Британии. В период с декабря 1838 до мая 1839 по просьбе Виктории он находился с принцем Альбертом во время поездки в Италию (во Флоренцию, Рим, Неаполь, Милан).
После обручения с принцем Альбертом 15 октября 1839 года Виктория объявила парламенту дату предстоящей свадьбы.
Восемь дней спустя Стокмару, как представителю Альберта в Лондоне, пришлось обсуждать с министром иностранных дел лордом Пальмерстоном вопросы о вероисповедании Альберта, его месте в британском обществе, титуле и полномочиях.
После свадьбы Виктории и Альберта, состоявшейся 10 апреля 1840 года, в начале августа Стокмар отправился в путешествие. Он вернулся в Британию в ноябре к моменту рождения принцессы Виктории. Вместе с принцем он разработал план обучения королевских детей.
Также Стокмар стал неофициальным управляющим двора. Он систематизировал дворцовое хозяйство, после чего все ливрейные лакеи и дворецкие стали подчиняться одному управляющему.
С апреля по сентябрь 1841 года Стокмар жил Кобурге и до октября 1842 года был консультантом Виктории по важным внешнеполитическим вопросам.
В ноябре 1841 года он предложил выбрать крестным принца Уэльского (позднее короля Эдуарда VII) Фридриха Вильгельма IV.
В течение зимы 1842 года он жил попеременно в Англии и Кобурге.
С мая 1847 года он в течение четырёх лет оставался в Кобурге.

### Посол в Германской Конфедерации
В 1848 году он стал послом Саксен-Кобург-Готы в парламенте Германской Конфедерации, во Франкфурте-на-Майне.
В июле 1848 года и в феврале 1849 года Стокмару было предложено проявить себя в качестве министра, но он отказался.

### Политические взгляды
Политические взгляды Стокмара отличались оригинальностью. Он писал: «Могущество Палаты Общин — это саморазрушение и гибель английской Конституции». Британским политикам он не доверял, советовал Альберту расширить рамки своих полномочий, стать «постоянным премьер-министром» королевы.
Европейские революции 1848 года виделись Стокмару возможностью для объединения Германии в союзе с Британией.
В 1856 году он в последний раз приехал в Британию, а с весны 1857 года жил только в Германии. Подтверждением идеи британо-германской дружбы ему виделся брак Кронпринца Пруссии Фридриха Вильгельма и английской принцессы Виктории. Однако на свадьбе, которая состоялась 25 января 1858 года Стокмар не смог присутствовать по болезни.
Во время его пребывания в Потсдаме осенью 1858 года известность в британской политической сфере позволила возникнуть подозрениям в том, что Стокмар — английский или бельгийский шпион. В Британии возникло мнение о вмешательстве Альберта (а, значит, Германии) в государственные дела Британии. После этого Стокмар поселился в Кобурге и занялся семьей и домом, однако остался в переписке с королями Великобритании и Бельгии.

### Последний период жизни
К 1855 году здоровье Стокмара ухудшилось.
В 1857 году Стокмар приехал в Берлин, чтобы быть рядом с принцем и принцессой Прусскими, Фридрихом и Викторией.
В 1860 году королева Виктория и принц Альберт посетили его в Кобурге.
В 1861 году умер принц Альберт. Стокмар считал, что его отсутствие в Британии ускорило наступление смерти. Перед смертью Альберт сокрушался: «Если бы Стокмар был здесь…».
В 1862 году в Кобург приезжала королева Виктория. Кронпринц Фридрих Вильгельм и Виктория также его посещали.
Стокмар умер 9 июля 1863 года в Кобурге, был похоронен в фамильном склепе.

### Семья
12 августа 1821 года (по другим данным — в августе 1832 года) в Кобурге Стокмар женился на своей двоюродной сестре Фанни Соммер (Fanny Sommer, (1800—1868)), дочери аптекаря из Кобурга.
В течение 36 лет с 1821 года супружеская пара жила 6 месяцев в году в замке принца Леопольда Недерфюлльбах de:Niederfüllbach.
У Кристиана и Фанни Стокмар было трое детей:
1. Эренст Альфред Кристиан фон Стокмар (Ernst Alfred Christian von Stockmar) (1823—1886, по другим данным — 1823—1868);
2. Мария Кеттнер (Maria verh. Kettner) (1827—1858);
3. Карл Август фон Стокмар (Carl August von Stockmar) (1836—1909 по другим данным — 1838—1909).

## В искусстве
- «Виктория и Альберт» (2001) — англо-американский телесериал. В роли барона Стокмара Дэвид Суше.
- «Молодая Виктория» (англ. The Young Victoria) (2009) — художественный фильм англо-американского производства. В роли барона Стокмара Джеспер Кристенсен.